# Almamula
Almamula è un film del 2023 diretto da Juan Sebastián Torales.
Il film è stato presentato in anteprima nella sezione "Generation 14plus" al 73° Festival Internazionale del Cinema di Berlino.

## Trama
Dopo aver subito un violento attacco omofobo nella sua città natale, il quattordicenne Nino si è trasferito con la sua famiglia in una piccola città conservatrice nel nord dell'Argentina. Dopo aver appreso dell'antica leggenda di una creatura chiamata Almamula che rapisce i peccatori, Nino inizia a desiderare che la creatura venga a prenderlo.

## Produzione
Il film è stato ispirato in parte dalle esperienze infantili di Torales, cresciuto come giovane gay in un ambiente conservatore. Torales ha affermato "quando ho scritto la sceneggiatura volevo reinterpretare questa leggenda, immergermi nel suo contesto e capire perché era stata creata. Come con molte cose inventate dalla chiesa cattolica, l'Almamula è stata creata per cancellare tutto ciò che consideravano immorale o una minaccia. Alla fine, Almamula non racconta la storia del mostro che vive nella foresta, ma la storia del mostro che noi esseri umani abbiamo creato attorno alla sessualità, e sul fatto che a volte ci spaventi tutto quello che è diverso."

## Riconoscimenti
- 2023 - Festival di Berlino[2]
  - Candidatura all'Orso di cristallo - Generation 14plus

- 2023 - Inside Out Film and Video Festival[4]
  - Miglior film

- 2023 - Chicago International Film Festival
  - Menzione Speciale Out-Look Competition
  - Candidatura al Gold Q-Hugo

- 2023 - Festival internazionale del cinema di San Sebastián
  - Candidatura al miglior film latinoamericano

- 2023 - Seattle International Film Festival
  - Candidatura al miglior film

- 2023 - Huelva Latin American Film Festival
  - Candidatura al miglior film

- 2023 - Monsters - Taranto Horror Film Festival
  - Candidatura al Monsters Award - Special Mention